# Raccordo autostradale 1
Der Autobahnzubringer 1 (RA 1) (gemäß ANAS-Nummer), besser bekannt als Tangenziale di Bologna (Tangente von Bologna), ist eine in Form einer Nebenstraße zur A14 gebaute und als Autobahn eingestufte Verkehrsader. Sie verläuft nördlich des Stadtgebiets von Bologna und verbindet die Ortschaften Casalecchio di Reno und S. Lazzaro. Der gesamte Abschnitt verfügt über keine eigene Kilometrierung, jedoch werden die Kilometrierungen der Nebenstraßen (Ramo Casalecchio und A14) 1 : 1 übernommen.
Die Tangente (als alternative Kreuzungsverbindung zwischen den Autobahnen A1, A13 und A14) umfasst auch einen Abzweig (Ramo Verde), welcher sich von der Hauptachse in der Nähe von Borgo Panigale löst und in die A14 im Gebiet La Pioppa, in der Nähe der gleichnamigen Raststätte, einmündet. Die Verkehrsader hat zwei Fahrspuren pro Fahrtrichtung, inklusive Standstreifen.
Die Bezeichnung RA 1 erscheint auf keinem Verkehrszeichen. Um auf die Tangente-RA 1 zu gelangen, müssen Autofahrer den Verkehrszeichen mit der Aufschrift tangenziale oder den Beschilderungen für die verschiedenen von ihr erreichbaren Ortschaften bzw. Gegenden folgen.
Die gesamte Strecke ist mautfrei und wird vom Betreiber Autostrade per l’Italia verwaltet.

## Geschichte
Die Tangente wurde von den Ingenieuren Francesco Fantoni und Giorgio Mondini entworfen und nach dreijähriger Arbeit am 12. Juli 1967 eingeweiht.

## Klassifizierung
Die Tangente von Bologna wurde als Autobahn mit d.m. vom 22. August 1967 (ABl. 275 vom 11. März 1967) zusammen mit den ersten Abschnitten der A14, zu denen sie parallel verläuft, klassifiziert.
Das Gesetzesdekret vom 29. Oktober 1999, n. 461 umfasste die Tangente von Bologna nicht als italienische Autobahnen, sondern als Teil des normalen Straßennetzes von nationalem Interesse. An den Verkehrsschildern hat sich jedoch nichts geändert (es gibt immer noch Verkehrszeichen für den Beginn und das Ende der Autobahn).

Mit dem Dekret des Präsidenten des Ministerrates vom 21. September 2001 (Amtsblatt Nr. 226 vom 28. September 2001) wurde der Verbindung die Nummer RA 01 zugewiesen.

## Ramo Verde
Dieser Abschnitt verbindet die Tangente von Bologna mit der A1 in Richtung Norden (Mailand). AISCAT betrachtet diesen Abschnitt als Abzweig der Tangente, wird jedoch im zusätzlichen Kennzeichnungsfeld der Überführungen als A14 angegeben. Im Gegensatz zur Tangente von Bologna, verfügt der Ramo Verde über eine komplett eigenständige Kilometrierung. 